# Adosinda
Adosinda, död okänt år, var drottning av Asturien 774–783, gift med kung Silo av Asturien. 
Hon var dotter till Alfonso I av Asturien och Ermesinda. Hennes far avled 757, och efterträddes av hennes bror Fruela I av Asturien.
768 mördades hennes bror av sin kusin Aurelius av Asturien, som efterträdde honom. Hon stannade kvar vid hovet, där hon på eget initiativ valde att gifta sig med Silo. När Aurelius avled 774, besteg hennes make tronen jure uxoris. 
783 avled hennes make utan arvingar. Hon försökte då uppsätta sin brorson prins Alfonso på tronen, men förlorade maktkampen och hennes halvbror Mauregatus av Asturien erövrade istället tronen. Han förvisade henne sedan till ett kloster.